# Dieter Schulte (Gewerkschafter)
Dieter Schulte (* 13. Januar 1940 in Duisburg; † 3. September 2022) war ein deutscher Gewerkschafter und acht Jahre Vorsitzender des DGB.

## Leben und Wirken

### Gewerkschaftliches Engagement im Betrieb
Schulte besuchte in Duisburg die Volksschule. 1954 bis 1959 machte er eine Lehre im Maurerhandwerk. 1959 wechselte er in die Stahlindustrie und arbeitete zunächst als Brenner bei der Thyssen Niederrhein AG in Duisburg-Hochfeld. Später wurde er Qualitätsbeobachter bei der Thyssen Stahl AG.
1957 trat er in die IG Bau-Steine-Erden ein, 1959 folgte der Übertritt in die IG Metall. Ab 1970 übte Schulte verschiedene gewerkschaftliche Funktionen aus: Vertrauensmann, Leiter des Vertrauenskörpers, Mitglied der örtlichen und bezirklichen Tarifkommission. Erst 1972 wurde er Mitglied der SPD. In der gleichen Zeit begann sein Aufstieg als Betriebsrat und Gewerkschaftsfunktionär. Zwischen 1975 und 1983 vertrat er die Interessen der Stahlkocher als Betriebsrat und später als freigestellter Betriebsrat bei Thyssen Stahl, Werk Hamborn-Beeckerwerth. 1983 rückte er als Mitglied in den Konzernbetriebsrat der Thyssen Stahl AG auf. 1987 wurde er Betriebsratsvorsitzender im Werk Hamborn und 1990 Gesamtbetriebsratsvorsitzender der Thyssen Stahl AG.

### DGB-Vorsitz
1991 wechselte Schulte in die innergewerkschaftliche Organisationsspitze, als er zum Geschäftsführenden Vorstandsmitglied der IG Metall und Leiter des Zweigbüros in Düsseldorf gewählt wurde.
Am 14. Juni 1994 wurde Schulte auf dem 15. Ordentlichen Bundeskongress des DGB mit 75,7 % der Delegiertenstimmen als Nachfolger für den verstorbenen Heinz-Werner Meyer zum Vorsitzenden des DGBs gewählt. Nach seiner Wiederwahl auf dem 16. Ordentlichen Bundeskongress 1998 mit 72,9 % der Delegiertenstimmen, stellte er sich auf dem Bundeskongress 2002 nicht mehr zur Wahl.
An der Spitze des DGB verfolgte der Pragmatiker Dieter Schulte eine Politik der Zentralisierung gewerkschaftlicher Macht. Eine Organisationsreform sollte insbesondere die Kompetenzen des Bundesvorstandes stärken. Neben seiner Integrationsfähigkeit und seinem diplomatischen Geschick wurden ihm vom tarifpolitischen Gegner auch die Qualitäten eines ‚knallharten Verhandlungspartners‘ attestiert. Schultes Härte zeigte sich 1996, als er die Stahlarbeiterproteste unter dem Schlagwort ‚Feuer nach Bonn‘ organisiert hatte.
Schulte gehörte zu den Reformkräften im DGB. Er mahnte nicht nur eine Organisationsreform des Dachverbandes an, sondern verwies auf die Dynamik der Weltwirtschaft und den rapiden gesellschaftlichen Wandel, den die Gewerkschaften kritisch und konstruktiv begleiten müssten. Neben seinen Vorschlägen zur DGB-Reform, trieb er eine gemeinsame Initiative für Vollbeschäftigung mit dem Sozialpartner im Bündnis für Arbeit an und plädierte für eine ökologische und soziale Erneuerung der Industriegesellschaft. Als einer der ersten forderte er zum gesamtgesellschaftlichen Dialog über die Reform des Sozialstaats und den Ausbau der gewerkschaftlichen Europaarbeit auf, der im Einzelnen an ein Investitionsprogramm, ein ‚Aufbauprogramm Ost‘, die Einführung einer staatlichen Industrie- und Technologiepolitik und mehr Mitbestimmungsrechte für Arbeitnehmer gekoppelt werden müsste.
Allerdings wurde dieser pragmatische Reformansatz im Gegenzug auch als zunehmend unpolitische Haltung des DGBs kritisiert; in einer Zeit, die von vielen Gewerkschaftern als immer wirtschaftsfreundlicher werdend wahrgenommen wurde. Sowohl dieser Umstand als auch die mangelnde Einbindung der mittleren DGB-Funktionärsebene in die Arbeit der DGB-Spitze unter Schulte führten dazu, dass Michael Sommer, der besonders diese Probleme angehen wollte, 2002 mit erwartungsvollen 94,1 % der Delegiertenstimmen zu seinem Nachfolger gewählt wurde.

### Nach dem Vorsitz
Seit Anfang 2003 war Schulte stellvertretender Vorsitzender der SPD-nahen Friedrich-Ebert-Stiftung.
In die Medien kam der Sozialdemokrat Schulte zuletzt im September 2005, als er den IG-Metall-Vorsitzenden Jürgen Peters wegen dessen versteckter Wahlempfehlung für die Linkspartei PDS in der Hannoverschen Allgemeinen Zeitung angriff. Dort hatte Peters spekuliert, es könne „am 18. September eine Mehrheit links von der Mitte geben.“ Schulte hielt dem entgegen: „Peters ist auf einem Irrweg. Gewerkschaften müssen ihre Positionen in die regierungswilligen Parteien tragen, statt eine Gruppe von Versprengten zu unterstützen, die lediglich auf der Hinterbank des Parlaments ideologische Schlachten austragen will. Ich habe erhebliche Zweifel, dass Peters mit diesem Kurs für die Mehrheit der IG Metall spricht.“

## Ehrenamtliches Engagement
- Dieter Schulte war Vorstandsmitglied der Vereinigung Gegen Vergessen – Für Demokratie.